# Corynoptera bichaeta
Corynoptera bichaeta är en tvåvingeart som beskrevs av Lyudmila Komarova 1995. Corynoptera bichaeta ingår i släktet Corynoptera och familjen sorgmyggor. Inga underarter finns listade i Catalogue of Life.